# Souk El Dhekir
Le souk El Dhekir ou souk El Dhekkar (arabe : سوق الذكير أو سوق الذكار soit « souk des fécondants ») est l’un des souks de la médina de Sfax, désormais disparu.
Il n’était pas localisé d’une manière exacte, mais des historiens prétendent qu’il se serait situé dans le prolongement du souk El Khodhra.